# Devesa
|  | Per a altres significats, vegeu «Devesa (desambiguació)». |

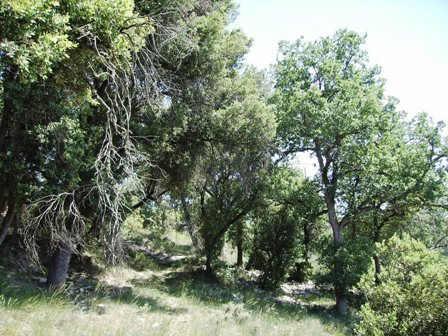
Devesa d'alzines i roures a la Serra de Castelltallat

La devesa o vedat és l'aprofitament agroforestal tradicional com a pastura de boscos aclarits sovint d'alzines i roures, però també d'altres arbres. La paraula prové del llatí medieval defensa pel fet que generalement eren tancades, privades o prohibides a terceres persones. N'hi havia que pertanyien al senyor o un monestir, altres eren un bé del comú d'una comunitat de veïns o d'un municipi. Té origen en la reconquesta, quan una part del terreny recuperat era tancat i dedicat a pastura per a les vacades. Era una resposta al deforestació descontrolada per garantir un subministrament de llenya, fusta, carbó, caça i pasturatges on ningú més tingués accés sense autorització.

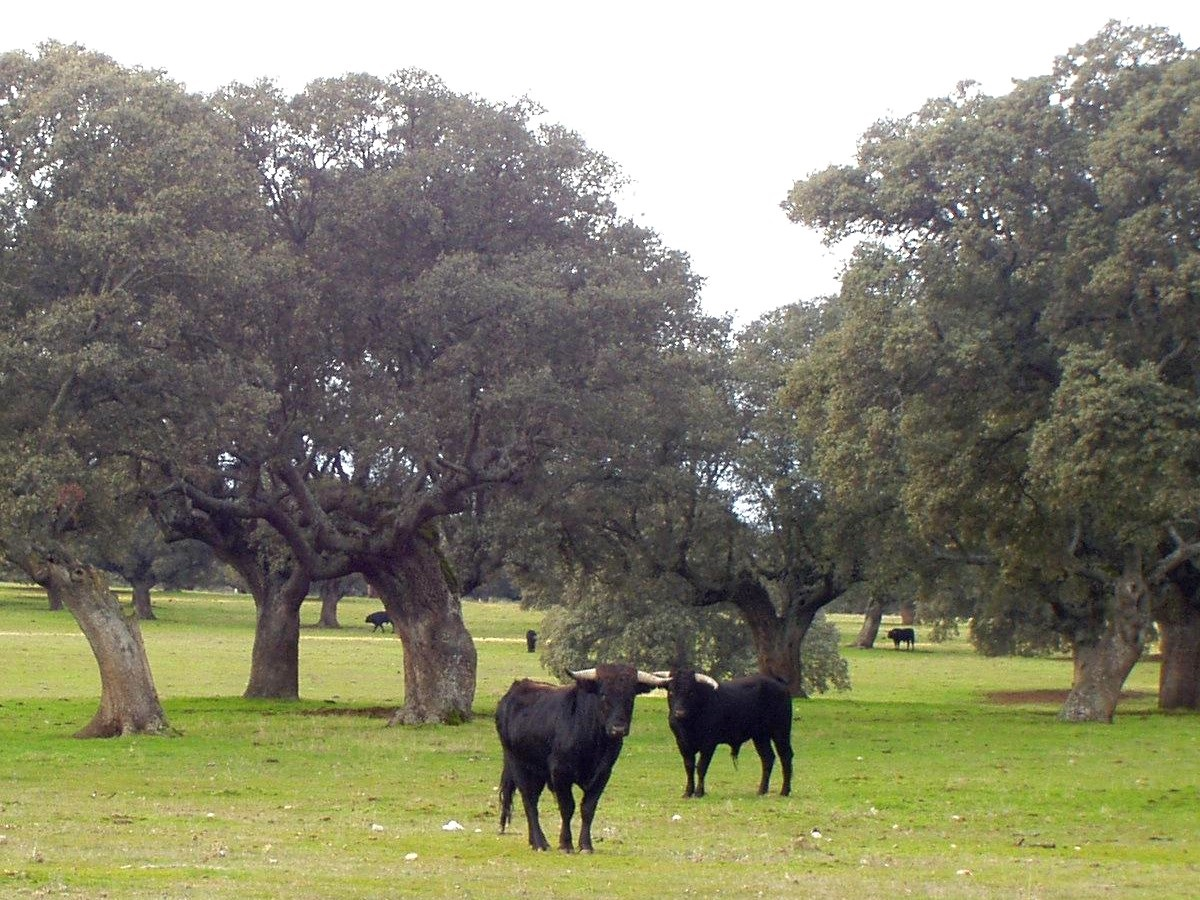
Devesa a Matilla de los Caños del Río (prov. Salamanca)

Deveses a la península

Les deveses ocupen encara avui una part important del paisatge de l'oest de la península Ibèrica. Constitueixen un aprofitament agrícola extensiu. Ocasionalment es fa un conreu d'herbàcies entre els arbres. La pastura comprèn les herbes que creixen a redós dels arbres i les aglans a partir de la tardor. Durant l'estiu la producció vegetal en un clima mediterrani és mínima. Tenen un paper important en la cria de porcs ibèrics, que han de pasturar en llibertat a la devesa, condició indispensable segons la normativa per a les millores categories de qualitat de pernil ibèric.
Els animals que pasturen tradicionalment les deveses acostumen a ser porcs de raça ibèrica, bovins de races extensives i oví.